# Quatuor à cordes no 3 de Chostakovitch
Pour les articles homonymes, voir Quatuor à cordes no 3.
Le Quatuor à cordes no 3 en fa majeur (opus 73) est une œuvre de musique de chambre composée par Dmitri Chostakovitch en 1946.

## Historique
Composé en 1946, le quatuor en fa majeur est créé à Moscou par le Quatuor Beethoven le 16 décembre 1946 auquel il est dédié. Il est alors censuré par le régime soviétique à la fois pour formalisme et pour une sorte de pessimisme qui ne devait avoir lieu d'être après la victoire de l'URSS sur les troupes allemandes.
Roudolf Barchaï fait une adaptation (op. 73a) de ce quatuor pour orchestre de chambre avec l'assentiment de Chostakovitch.

## Structure
Le troisième quatuor est composé de cinq mouvements :
1. Allegretto
2. Moderato con moto
3. Allegro non troppo
4. Adagio
5. Moderato

Ce quatuor, composé au sortir de la guerre, est une volonté de son auteur de décrire à la fois la vie des classes populaires, des petites gens, dans le contexte historique des dernières années. Le premier mouvement, sous la forme d'une double fugue, emprunte à des airs populaires joyeux l'insouciance des années 1930, le deuxième mouvement est plus sombre avec la montée d'une menace, le troisième, qui devient brutal, est souvent associé à une parodie des marches militaires, l'adagio est considéré par sa tristesse comme un requiem post-conflit, le dernier mouvement est un retour à la vie, sans pour autant oublier le souvenir des années noires avec les reprises des thèmes des deuxième et troisième parties avant un ultime final en échos du début. Son exécution dure environ 34 minutes.

## Discographie sélective
- Quatuor Borodine, intégrale des quatuors à cordes de Chostakovitch, chez Melodiya / BMG, 1997.
- Quatuor Beethoven, intégrale des quatuors à cordes de Chostakovitch (enregistrement de 1965), chez Melodiya, 2006.